# زحافة (أداة)

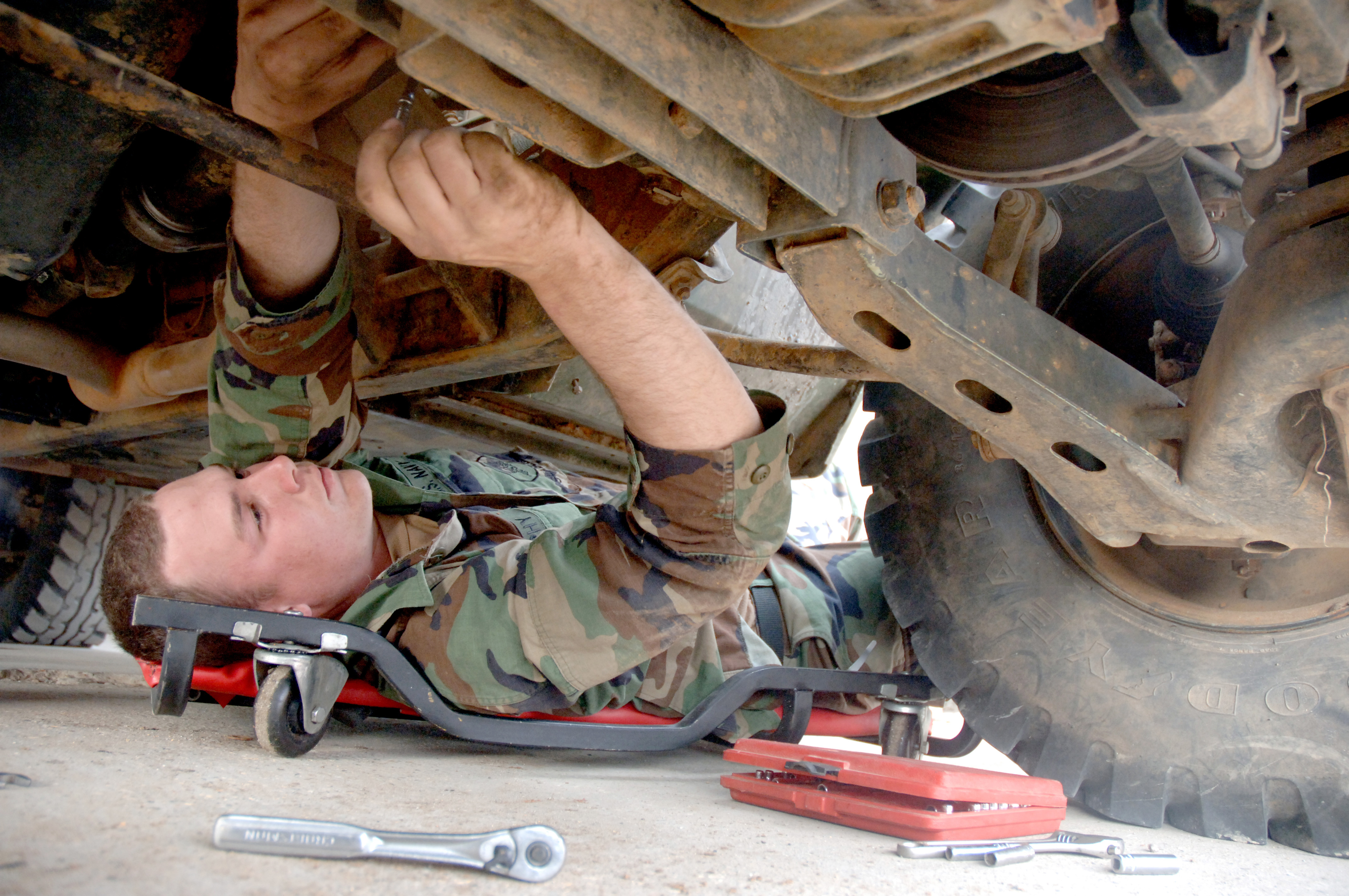
مُصَلّح يرقد على زحافة

الزَّحَّافة أداة تُستخدم لمساعدة الشخص بسهولة أكبر في الدخول والخروج من الأماكن الضيقة مثل الجانب الأسفل من السيارة لإجراء الفحص أو الصيانة. صممت بمظهر جانبي منخفض لتقليل مقدار الارتفاع الإضافي فوق الأرض فتتيح أكبر قدر ممكن من المساحة للشخص الذي يرقد عليها ويزحف بها تحت آلة.

عادة ما تكون لوحًا بعجلات مبنية باستخدام إطار وعجلات صلبة. يحتوي بعضها أيضًا على أشكال مريحة أو فتحة للأذرع والكتفين توفر مساحة إضافية لتسهيل العمل في الأماكن الضيقة. تشمل الأنواع الأخرى من الزحافات الحصائر المصممة خصيصًا لهذا الغرض وهناك أيضًا العديد من الحلول المرتجلة مثل الاستلقاء على الورق المقوى. البديل عن استخدام الزحافة هو الاستلقاء مباشرة على الأرض ما يعطي مساحةً إضافيةً ولكن قد يزيد من صعوبة الدخول والخروج بسبب الاحتكاك بالأرض.

معرض صور
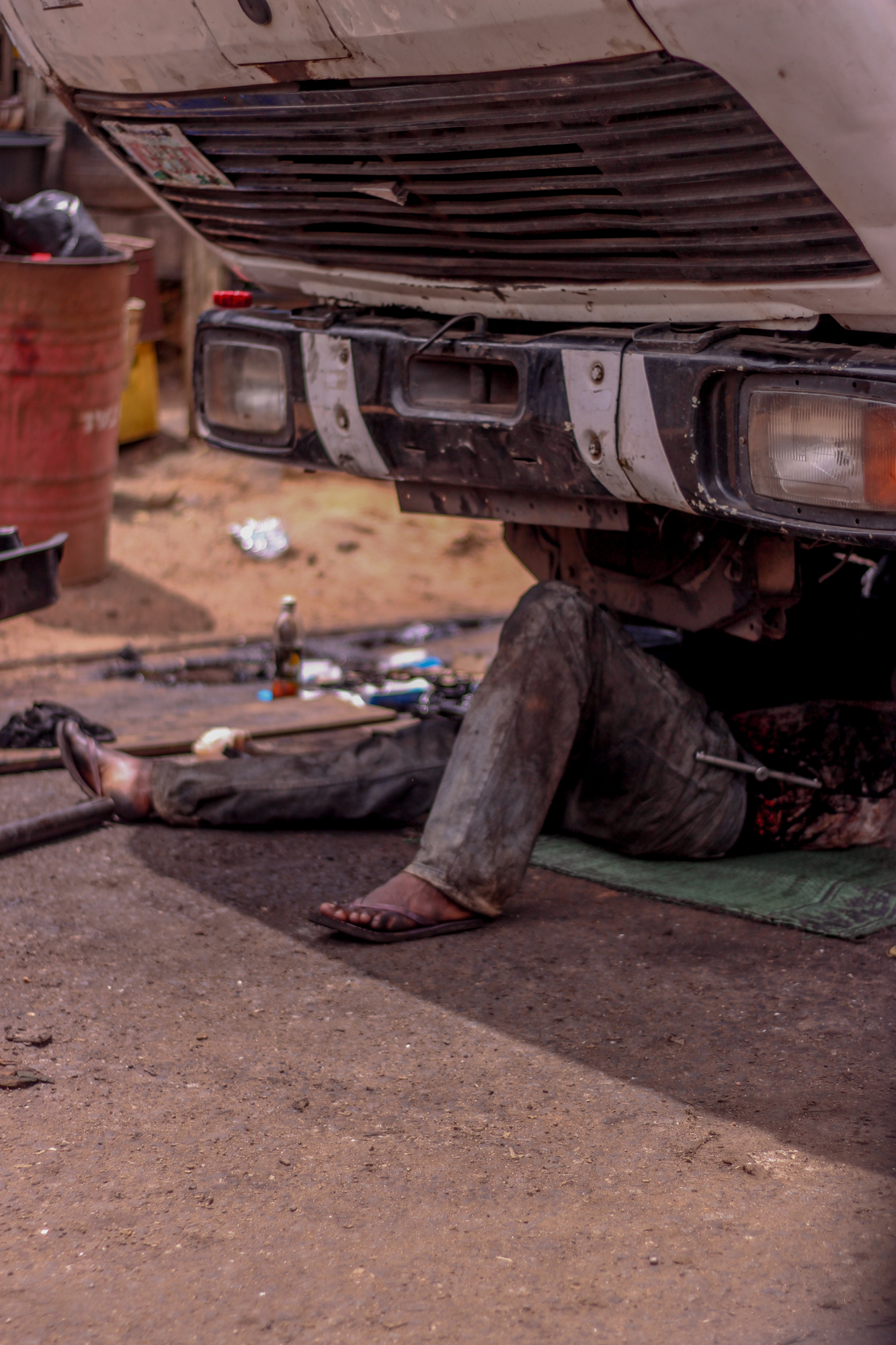
مصلح سيارة يرقد على حصيرة.
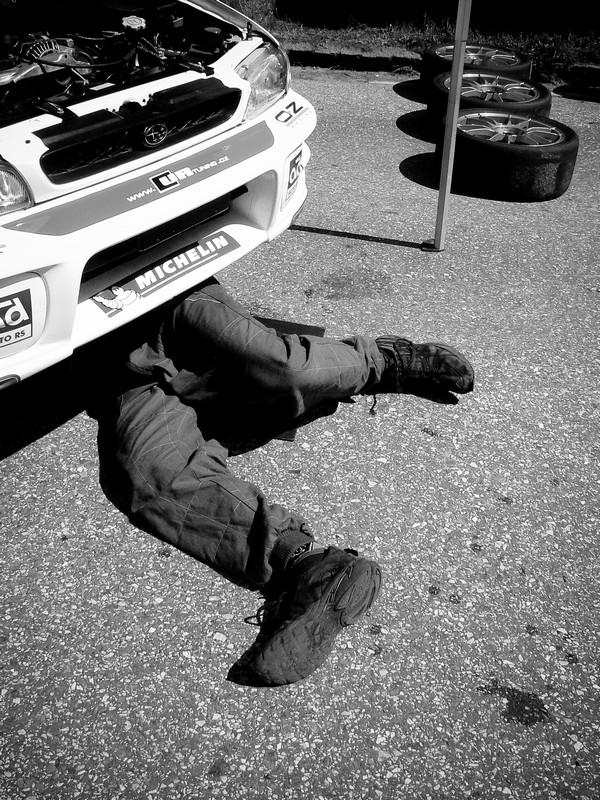
مصلح مستلقٍ على الأرض بلا حصيرة أو زحافة